# Pestřenka rybízová
Pestřenka rybízová (Syrphus ribesii) je hojně rozšířený dvoukřídlý hmyz z čeledi pestřenkovití. Jde o hojnou obyvatelku luk, mýtin, zahrad a parků v Evropě, Asii a Severní Americe.
Dorůstá 9 – 11 mm. Má širokou nízkou hlavu s velkýma červenýma očima a černým proužkem na čele, leskle hnědou hruď, žlutý štítek, dlouhá bílá křídla a žlutě a černě pruhovaný zadeček, díky kterému bývá občas zaměňována s vosou, od které ji lze bezpečně rozpoznat díky krátkému spoji mezi prvním a druhým černým pruhem.
Ve volné přírodě lze pestřenku rybízovou zahlédnout od dubna do listopadu. Při letu se často díky velice rychlému mávání křídel doslova zastavuje na místě. Imaga se živí nektarem a pylem, šedobělavé larvy jsou však masožravé a hrají nepřehlédnutelnou roli při biologickém hubení mšic.